# François Thomas
Pour les articles homonymes, voir Thomas.
François Thomas, né le 14 mai 1670 à Sainte-Marie-aux-Mines, est un machiniste français. 

## Carrière
Fort habile pour la découverte des sources dont il connaissait la proximité grâce à la verdure de certaines herbes. Il fit en 1697 la preuve de ses capacités au siège de Lérida, commandé par le duc d'Orléans, où ayant fait creuser dans la montagne trouva de l'eau en abondance. Le duc de Lorraine, dans son brevet du 27 janvier 1714, le nomma sujet naturel, ingénieur machiniste en chef. Quelques-unes de ses machines sont décrites dans les mémoires de l'Académie royale des sciences à Paris. Le duc Léopold le présenta à Pierre le Grand lors d'un séjour à Nancy. Le tsar, qui désirait s'entourer d'hommes de science, lui fit des propositions très avantageuses pour qu'il rejoigne la Russie. Il déclina poliment l'offre, préférant rester en France.